# Say You Will
Say You Will è il diciassettesimo album dei Fleetwood Mac, uscito nel 2003.

## Tracce
1. What's the World Coming To (Lindsey Buckingham, Julian Raymond) – 3:49
2. Murrow Turning Over in His Grave (Buckingham) – 4:13
3. Illume (9/11) (Stevie Nicks) – 4:51
4. Thrown Down (Nicks) – 4:02
5. Miranda (Buckingham) – 4:19
6. Red Rover (Buckingham) – 3:58
7. Say You Will (Nicks) – 3:49
8. Peacekeeper (Buckingham) – 4:12
9. Come (Buckingham, Neale Heywood) – 6:00
10. Smile at You (Nicks) – 4:33
11. Running Through the Garden (Nicks, Ray Kennedy, Gary Nicholson) – 4:35
12. Silver Girl (Nicks) – 4:00
13. Steal Your Heart Away (Buckingham) – 3:33
14. Bleed to Love Her (Buckingham) – 4:07
15. Everybody Finds Out (Nicks, Rick Nowels) – 4:29
16. Destiny Rules (Nicks) – 4:27
17. Say Goodbye (Buckingham) – 3:26
18. Goodbye Baby (Nicks) – 3:52

## Formazione
- Lindsey Buckingham - voce e chitarra
- Mick Fleetwood - batteria e percussioni
- John McVie - basso
- Stevie Nicks - voce

con
- Christine McVie - voce in "Bleed to Love Her" e "Steal Your Heart Away"; tastiera e voce in "Murrow Turning Over In His Grave"
- Sheryl Crow - voce in "Say You Will" e "Silver Girl", chitarra in "Say You Will"
- Jamie Muhoberac - tastiera
- John Pierce - basso
- John Shanks - tastiera in "What's the World Coming To" e "Peacekeeper"